# Trichogomphus excavatus
Trichogomphus excavatus är en skalbaggsart som beskrevs av Mohnike 1874. Trichogomphus excavatus ingår i släktet Trichogomphus och familjen Dynastidae. Utöver nominatformen finns också underarten T. e. fairmairei.